# توماس إي. هيل
توماس إي. هيل (بالإنجليزية: Thomas E. Hill) هو فيلسوف أمريكي، ولد في 1937 في أتلانتا في الولايات المتحدة.